# Aage Schoug
Aage Axel Schoug, född 19 april 1902 i Köpenhamn, död 30 april 1974 i Malmö, var en dansk-svensk arkitekt.
Schoug, som var son till postmästare Axel Schoug och Ella Husted, utexaminerades från byggnadsteknisk skola 1926, från Kunstakademiets Arkitektskole 1929 samt innehade resestipendium 1929 och 1930. Han företog resor till Frankrike och Italien 1925, Island 1928, Främre Orienten 1930, Italien, Nordafrika och Spanien 1932. Han bedrev egen arkitektverksamhet i Malmö och ritade byggnader för Malmö Läderfabrik, Eslövs Skofabrik, Malmö Skofabrik, AB Chokladfabriken Marabou, Malmö Mekaniska Tricotfabriks AB, AB Thulinverken, AB Bromsregulator, AB Aerotransport, AB Linjebuss, AB Textilkonst och andra industri- och affärsbyggnader samt diverse villabyggnader.

## Verk i urval
- Kvarteret Claus Mortensen 12-14 i Malmö (1947)
- Kvarteret Flundran 2 i Malmö (tillsammans med Eiler Græbe, 1939)